# Kronprinzenlehrer
Kronprinzenlehrer (帝师,  dìshī,  ti-shih – „Kaiserlicher Lehrer“) ist ein alter chinesischer Titel für Lehrer der Kronprinzen (huangtaizi 皇太子). Fang Xiaoru 方孝孺 beispielsweise war Kronprinzenlehrer von Kaiser Jianwen 建文帝 (Ming-Dynastie).

## Übersicht
Die folgende Tabelle (nach dem Baidu baike, siehe Weblinks) liefert eine Übersicht zu den Kronprinzenlehrern der verschiedenen Kaiser der Zeit der Ming-Dynastie und Qing-Dynastie:

### Ming-Dynastie
- Jianwen 建文帝: Fang Xiaoru 方孝孺
- Wanli 万历帝: Zhang Juzheng 张居正
- Tianqi 天启帝: Sun Chengzong 孙承宗
- Chongzhen 崇祯帝: Wen Zhenmeng 文震孟

### Qing-Dynastie
- Shunzhi 顺治帝: Tongxiu 通琇, Adam Schall von Bell (Tang Ruowang 汤若望)
- Kangxi 康熙帝: Adam Schall von Bell (Tang Ruowang 汤若望), Chen Tingjing 陈廷敬,  Wu Ciyou  伍次友, Peng Ershu 彭而述, Ferdinand Verbiest (Nan Huairen 南怀仁)
- Yongzheng 雍正帝: Gong Jianfeng 巩建丰, He Shiji 何世基, Xu Yuanmeng 徐元梦, Jiang Tingxi 蒋廷锡
- Qianlong 乾隆帝: Zhu Shi 朱轼, Zhang Tingyu 张廷玉, Ji Cengyun 嵇曾筠, Pan Shiquan 潘仕权, Luosang Danbei Zhunmei 洛桑丹贝准美, Zhang Zhao 张照, Wen Zunhe  刘尊和
- Jiaqing 嘉庆帝: Wang Erlie 王尔烈, Zhou Huanggong 周煌公, Dai Liankui 戴联奎
- Daoguang 道光帝: Dai Liankui 戴联奎, Cao Chenyong 曹振镛
- Xianfeng 咸丰帝: Shi Kuangyuan 师匡源, Fu Shoutian 杜受田, Weng Xincun 翁心存
- Tongzhi 同治帝: Liu Kun 刘崐, Li Hongzao 李鸿藻, Weng Tonghe 翁同龢
- Guangxu 光绪帝: Li Hongzao 李鸿藻, Weng Tonghe 翁同龢, Sun Jianai 孙家鼐, Xia Tongshan 夏同善
- Xuantong 宣统帝: Li Dianlin 李殿林, Chen Baochen 陈宝琛